# Aéroport international de Luang Prabang
L'aéroport international de Luang Prabang (code IATA : LPQ • code OACI : VLLB) se situe à Luang Prabang au Laos.

## Histoire
(octobre 2023).
Les travaux d'agrandissement de l'aéroport, commencés en mai 2010, doivent se terminer fin 2011. Financés par le gouvernement chinois et d'une valeur de 86 millions de dollars US, ils seront effectués par la firme China CAMC Engineering. Une fois terminée, la piste d'atterrissage entièrement refaite en béton atteindra 2 900 mètres, tandis que de nouvelles taxiways seront ajoutés, ainsi qu'un nouveau terminal passager, pour une superficie totale de 9 800 pied carré. L'aéroport international de Luang Prabang pourra ainsi recevoir des Boeing 737 et des Airbus A320.

## Situation
| Vientiane Savannakhet Paksé Luang Prabang Houei Sai Louang Namtha Oudomxay Phongsali Phonsavan Sayaboury |

## Compagnies aériennes
| Compagnies                        | Destinations |
| --------------------------------- | --- |
| AirAsia                           | Kuala Lumpur |
| China Eastern Airlines            | Kunming-Changshui |
| Bangkok Airways                   | Bangkok-Suvarnabhumi |
| Hainan Airlines                   | Haikou |
| Lao Airlines                      | Bangkok-Suvarnabhumi, Chiang Mai, Chengdu-Shuangliu, Hanoï-Nội Bài, Paksé, Siem Reap-Angkor, Singapour-Changi, Vientiane-Wattay, Jinghong Xishuangbanna Gasa |
| Lao Skyway                        | Vientiane-Wattay |
| SilkAir                           | Singapour-Changi |
| Thai AirAsia                      | Bangkok-Don Muang |
| Thai Airways opéré par Thai Smile | Bangkok-Suvarnabhumi |
| Vietnam Airlines                  | Hanoï-Nội Bài, Siem Reap-Angkor |

Édité le 30/09/2017

## Galerie

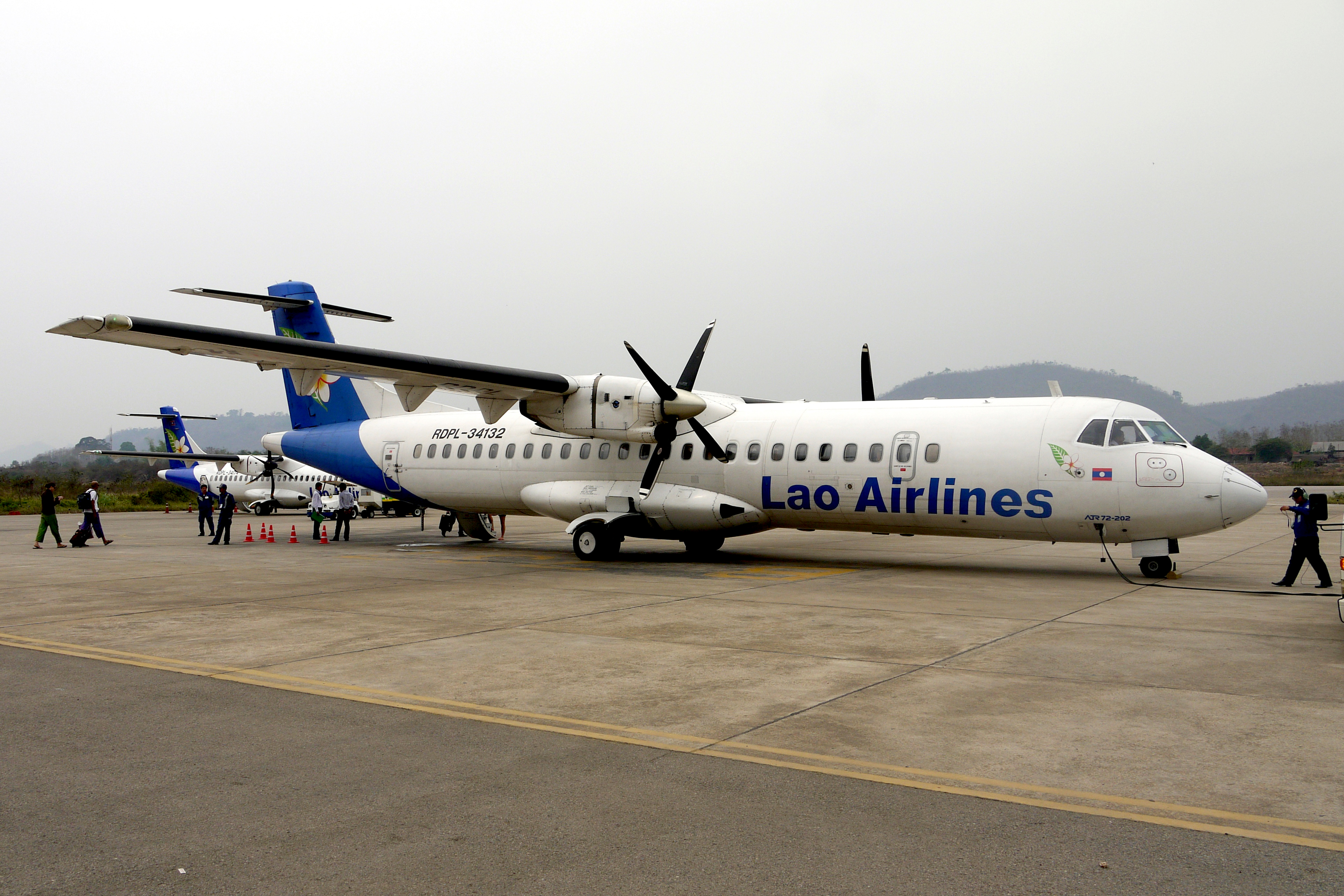
ATR 72 de Lao Airlines à LPQ